# Rudolf Reding (Landammann, 1539)

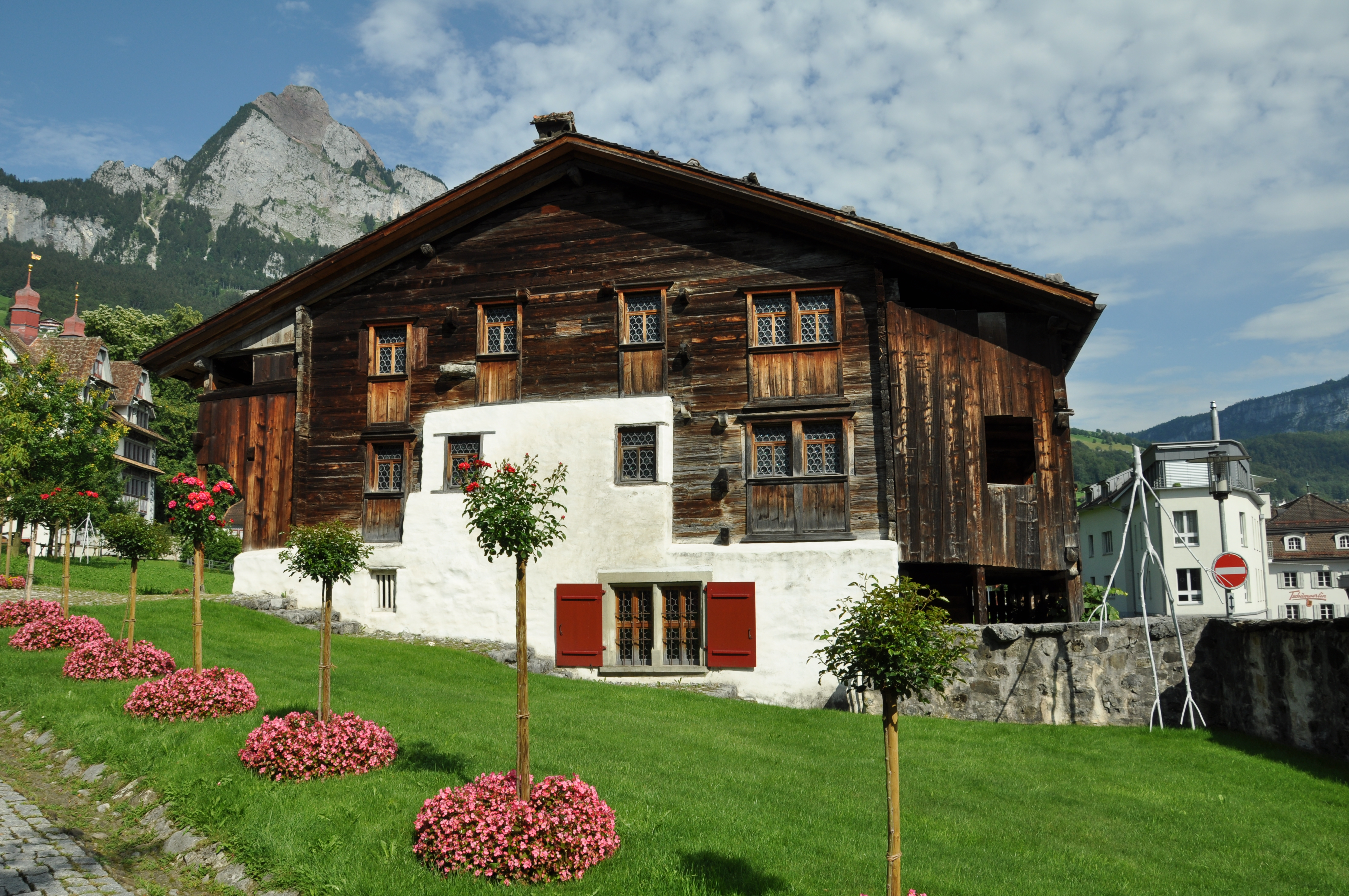
Haus «Bethlehem», 2011

Rudolf Reding (* 1539; † 30. Dezember 1609 in Schwyz) war Schwyzer Landammann, Gesandter und Söldnerführer.

## Leben und Wirken
Rudolf Reding war Landmann zu Schwyz und ein Sohn des Obervogts Georg Reding. Er heiratete 1559 Elisabeth, Tochter des Landammanns Dietrich In der Halden. Zuvor trat er 1558 als Leutnant in französische Dienste und führte ab 1562 als Hauptmann ein Fähnlein Schwyzer in den Regimentern Fröhlich, Tammann und zuletzt Pfyffer. In der Schlacht bei Dreux wurde Reding 1562 verwundet. Fünf Jahre später diente er wieder als Hauptmann im Regiment Pfyffer. Als Oberst und Regimentsinhaber diente er von 1585 bis 1588 nochmals dem französischen König Heinrich III.
Ferdinando I., Grossherzog der Toskana, ernannte 1594 Reding zum Obersten mit dem Auftrag, Söldner im Kriegsfall zu rekrutieren. In der Eidgenossenschaft verfocht Reding als Parteigänger die französischen Interessen.
In Schwyz war Reding Ratsherr und zwischen 1583 und 1609 über 150-mal Gesandter zur Tagsatzung. Er amtierte viermal als Schwyzer Landammann (1584–1585, 1592–1594, 1596–1598 und 1606–1608). Von 1592 bis 1609 war er zudem Pannerherr. Heinrich III. adelte Reding 1585 und Papst Clemens VIII. schlug ihn 1594 zum Ritter vom Goldenen Sporn.
Reding erbte den bedeutenden Besitz seines Schwiegervaters, zu dem der Schwyzer Brüelhof, die Hofstatt mit dem Haus «Bethlehem» und die Alp «Holz und Hasli» am Mythen gehörten.

## Belege
1. 1 2 3 4  Franz Auf der Maur: Rudolf Reding. In: Historisches Lexikon der Schweiz.  21. Dezember 2011.

| Personendaten    | Personendaten                                                        |
| ---------------- | -------------------------------------------------------------------- |
| NAME             | Reding, Rudolf                                                       |
| ALTERNATIVNAMEN  | Reding, Rudolf von; Reding, Rudolf von Biberegg (vollständiger Name) |
| KURZBESCHREIBUNG | Schwyzer Landammann, Gesandter und Söldnerführer                     |
| GEBURTSDATUM     | 1539                                                                 |
| STERBEDATUM      | 30. Dezember 1609                                                    |
| STERBEORT        | Schwyz                                                               |